# Stenowithius parvulus
Stenowithius parvulus är en spindeldjursart som beskrevs av Beier 1954. Stenowithius parvulus ingår i släktet Stenowithius och familjen Withiidae. Inga underarter finns listade i Catalogue of Life.